# بخش مرکزی شهرستان سروآباد
بخش مرکزی شهرستان سروآباد یکی از بخش‌های شهرستان سروآباد در استان کردستان در غرب ایران است.

## تقسیمات کشوری
- دهستان بیساران
- دهستان پایگلان
- دهستان رزآب
- دهستان ژریژه
- دهستان کوسالان
- دهستان دزلی

شهر: سروآباد

## جمعیت
بنابر سرشماری مرکز آمار ایران، جمعیت بخش مرکزی شهرستان سروآباد در سال ۱۳۸۵ برابر با ۴۴۳۱۰ نفر بوده است.